# 大夏

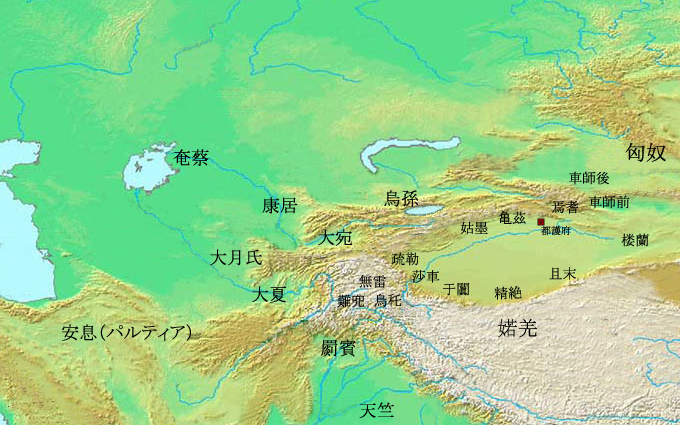
紀元前1世紀の西域諸国

大夏（たいか、拼音：Dàxià）は、中国の歴史書にあらわれる中央アジアの国々を指す地域名。また、1038年にタングートの李元昊が現在の中国西北部（甘粛省・寧夏回族自治区）に建国した西夏の正式国号も大夏であるが、一般的にはこちらは西夏で通用している。

## 概要
紀元前2世紀の終わりごろ、中国の漢王朝では日々北の遊牧騎馬民族である匈奴の侵入に苦しめられていた。そこで、漢の武帝は別の遊牧国家である月氏と協力して匈奴を挟撃しようと考えた。その使者として選ばれたのが張騫である。張騫は匈奴に捕われるなどしながら10年以上をかけ、西域の大宛・康居を経て、ようやく大月氏国にたどり着いた。しかし、大月氏側としてはそれに応じる気がなく、張騫はただその周辺国を観光して帰国するのみとなった。この時、張騫が立ち寄ったのが大夏国である。大夏国はアム川の南に位置し、大月氏の属国となった国である。帰国後、張騫は大夏国の情報をふくむ西域の情報を漢に持ち帰り、そのことがのちに『史記』大宛列伝に収録されることとなる。結果的に本来の目的は達せられなかったものの、張騫が漢にもたらした西方の情報は多くの関心をあつめることとなった。
その後も大夏国は大月氏の占領下で存在し続け、1世紀以降になってもクシャーナ朝・エフタル・突厥・サーサーン朝と支配者が交代するが、7世紀のイスラーム帝国に征服されるまでその土地はトハーリスターン（トハラ人の土地）と呼ばれ続け、中国史書でも吐呼羅国・吐火羅国・覩貨邏国などと表記された。
また、古代日本には吐火羅や舎衛などの外来人が訪朝しており、伊藤義教によれば、来朝ペルシア人の比定研究などをふまえて吐火羅（とから）をペルシア人に比定している。

## 名称
漢代の漢字表記である「大夏」は、先秦時代に西を意味した夏に形容詞の大を付けた呼称で、はるか西の方という意味。「バクトリア」も含む、範囲の明確でない大まかな地域名である。
古くは「大夏」の2文字が何を転写したものであるかは確定的ではないとし、「大夏」をバクトリアに居住していた「ダハェ(Dahae)」に比定したり、大月氏より先に侵入したトカロイ由来の「トカーラ(Tokhāra)」に比定したり（ヨーゼフ・マルクァルト (Josef Marquart) の説）、何かの転写ではなく「大秦国」同様、中国による美名であるとする説（白鳥庫吉の説）が考えられていた。

## 歴史

### バクトリア時代

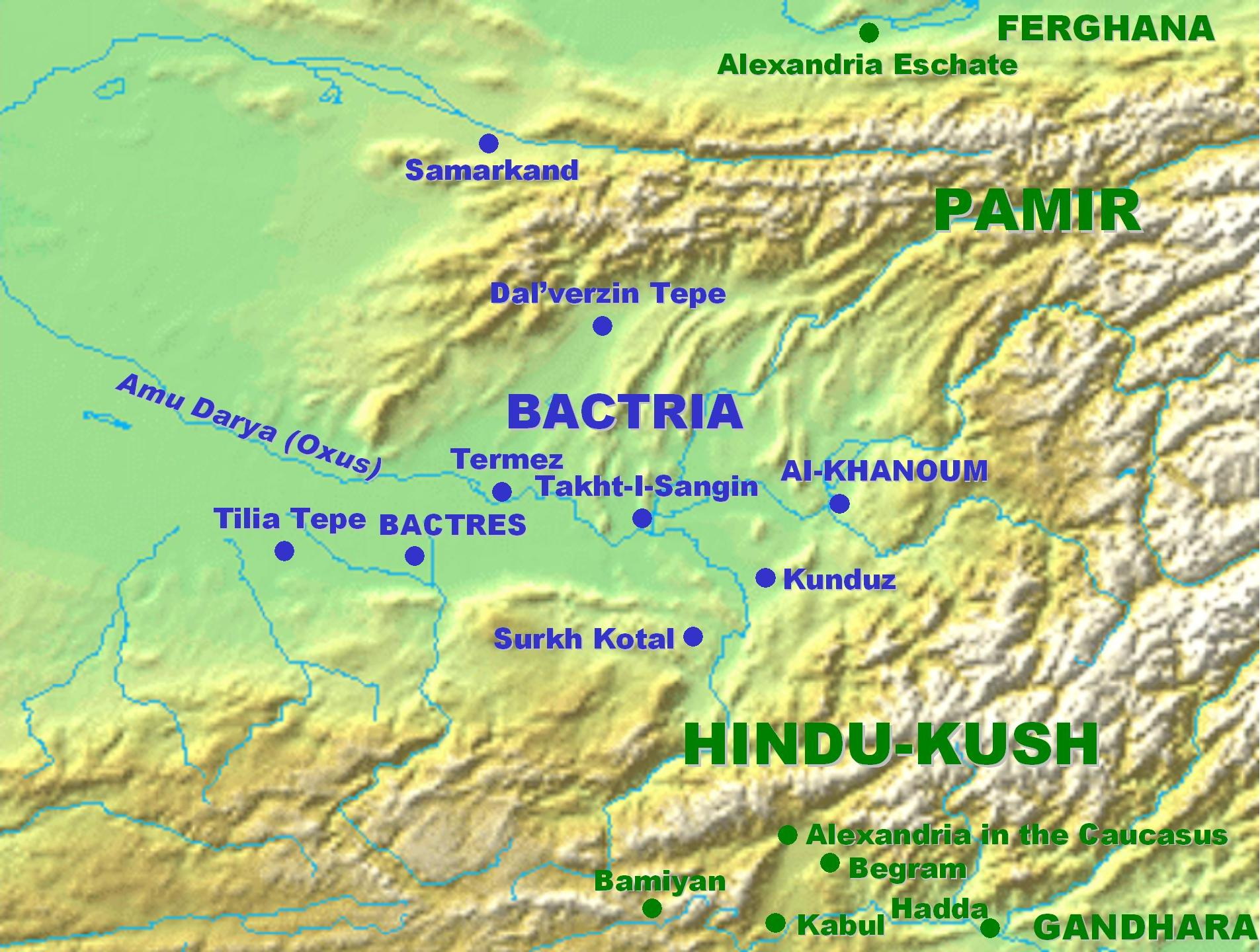
バクトリアの範囲

かつてこの土地はバクトリアと呼ばれ、紀元前6世紀以降、アケメネス朝、アレクサンドロス帝国、セレウコス朝、グレコ・バクトリア王国とさまざまな王朝が交代支配してきた。しかし、その支配者が変遷する中でも常にバクトリアに住んでいたのは、バクトリア人と呼ばれるイラン系の土着民であった。紀元前255年ごろから紀元前139年ごろにかけてバクトリアを支配していたギリシア人国家のグレコ・バクトリア王国は、紀元前140年から紀元前130年の間に北の遊牧騎馬民族であるアシオイ、パシアノイ、トカロイ、サカラウロイの4種族の侵攻によって滅ぼされた。

### 大月氏時代
紀元前2世紀、東のモンゴル高原において匈奴という遊牧国家が誕生し、それまで強盛だった遊牧国家の月氏が東方から追い出され、西のイシク湖周辺まで逃れた。イシク湖周辺にはもともと遊牧民の塞族が住んでいたが、月氏は塞族の王を駆逐してその地に居座った。しかし、再び匈奴の老上単于の征討を受けたため、月氏はさらに西へ逃れ、最終的に中央アジアのソグディアナに落ち着いた。そこで月氏は大月氏となってアム川の南にある大夏国を征服し、その地を分割して和墨城の休密翕侯（きゅうびつきゅうこう）・雙靡城の雙靡翕侯（そうびきゅうこう）・護澡城の貴霜翕侯（きしょうきゅうこう）・薄茅城の肸頓翕侯（きつとんきゅうこう）・高附城の高附翕侯（こうふきゅうこう）の五翕侯を置いた。
大夏国にはもともと統一した君主がおらず、各城邑に小領主がいるだけで、兵は弱く、戦を恐れていたという。そのため、大月氏に侵攻されても抵抗する術がなく敗北し、分割占領された。このとき大夏国に配置された五翕侯が月氏人なのか大夏人なのか土着民なのかは未だ謎となっている。

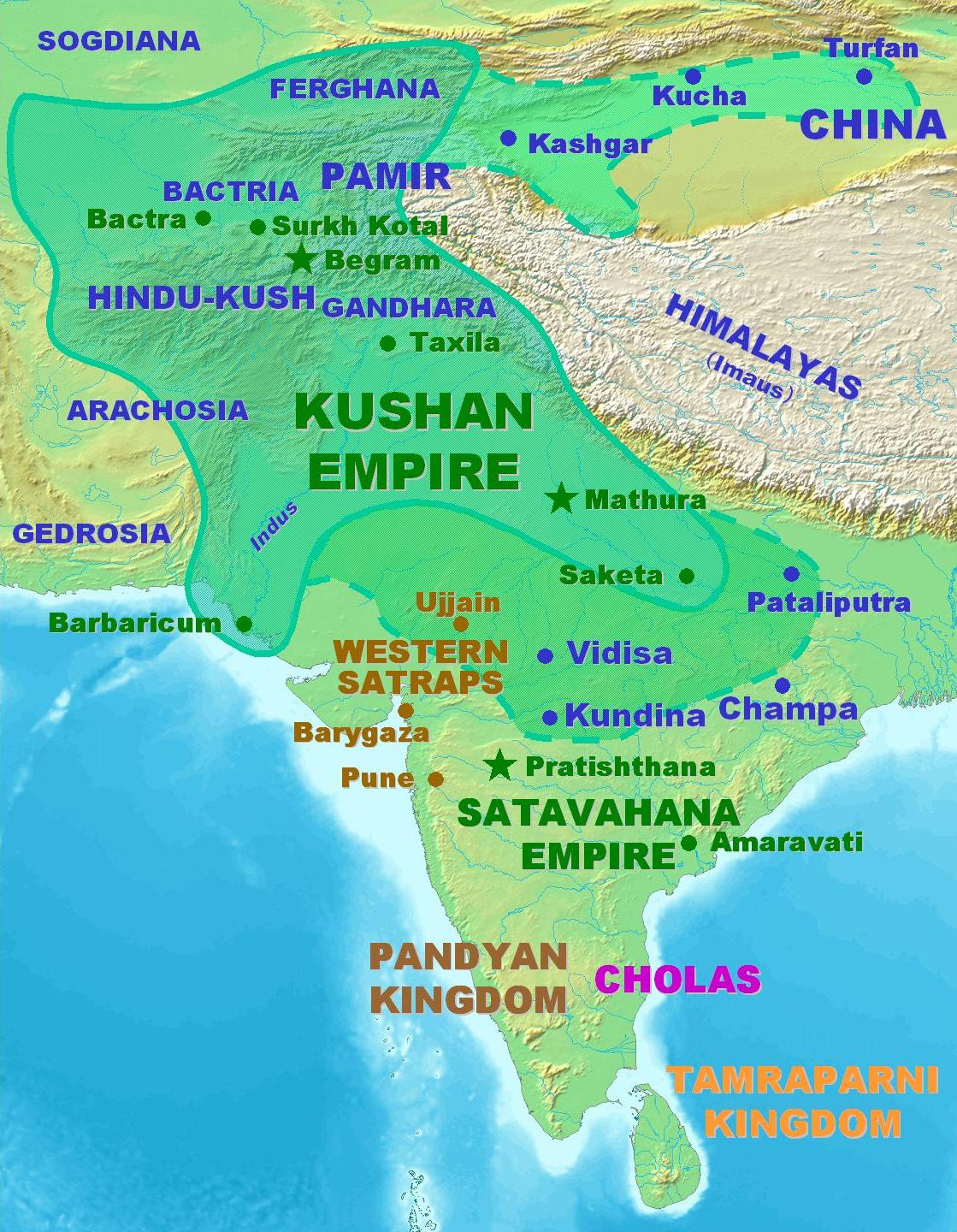
クシャーナ朝の領域

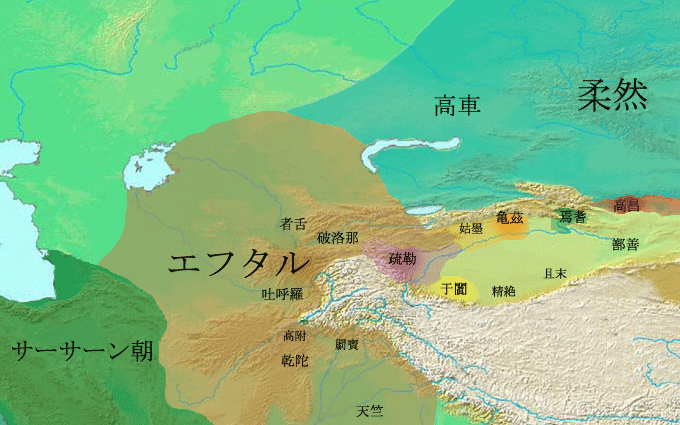
6世紀、エフタルの領域と吐呼羅国の位置

### クシャーナ朝時代
大夏国が大月氏に占領されてから100余年、護澡城の貴霜翕侯（クシャンきゅうこう）である丘就卻（きゅうしゅうきゃく）が他の四翕侯を滅ぼして、自立して王となり、貴霜王と号した。丘就卻は安息（パルティア）に侵入し、高附（カーブル）の地を取った。丘就卻は80余歳で死ぬと、その子の閻膏珍（えんこうちん）が代わって王となる。閻膏珍は天竺（インド）を滅ぼし、将一人を置いてこれを監領したという。
この政権はクシャーナ朝を指すものであり、丘就卻はクジュラ・カドフィセス、閻膏珍はヴィマ・タクトに比定される。しかし、中国ではそのまま大月氏と呼び続けた。また、護澡城の貴霜翕侯がもともとの土着民なのか大夏人なのか外来の月氏人なのかは不明であるが、クシャーナ朝がイラン系のバクトリア語を話していたことは明らかとなっている。

### 吐呼羅国・吐火羅国
『魏書』西域伝において吐呼羅国という国が登場する。また、『隋書』西域伝には吐火羅国という国が出てくる。しかし、この2つの書をまとめたとされる『北史』西域伝には両方が並記されている。つまり、2つの国は違う国ということになりそうだが、その後の『新唐書』西域伝に「吐火羅、あるいは曰く土豁羅、曰く覩貨邏、元魏（北魏）が謂うには吐呼羅」とあり、吐呼羅国と吐火羅国は同じ国（トハーリスターン）を表していることがわかる。さらに、『新唐書』西域伝には「古の大夏の地である」と記されており、大夏と吐火羅が同じ地域であることがわかる。
5世紀から6世紀の吐火羅国は遊牧国家エフタルの支配下にあり、エフタルの滅亡後もその地にはエフタル人と吐火羅人が雑居していた。また、大夏時代の人々は戦を恐れていたのに対し、吐火羅時代になると戦に好意的で戦闘訓練に励み、兵の数は10万人にのぼったという。

### 覩貨邏国
7世紀の玄奘による『大唐西域記』巻一の覩貨邏国の記事は、この時代のトハーリスターンを知る重要な史料となっている。
さらに、『大唐西域記』巻十二には旅の帰り道に西域南道を通った際の、「覩貨邏の旧地」という場所を通過したことを記録している。その記録には「大流沙を行くこと四百余里、覩貨邏の故地に至る。この国は久しく人の住むこともなく、城は全く荒れ果てている」とあり、この廃址は尼攘（ニヤ）城と折摩馱那（チャルチャン）との方位・距離から見て、現在のエンデレ古城に比定されている。この場所はタリム盆地の南に位置しており、トハーリスターンからは離れた位置にあるが、玄奘は「覩貨邏の旧地」と記している。これをトハラ人がグレコ・バクトリア王国に侵入する以前のことを指すのか、その後のトハラ人（クシャーナ朝時代の分布）を指すのか、それともトハラ人のことではないのかは不明である。

### 両唐書の吐火羅葉護国
『大唐西域記』の「覩貨邏国」と同じ国を指すが、『旧唐書』『新唐書』では『隋書』と同じく「吐火羅」の語を用いている。
6世紀の中ごろ、突厥の木汗可汗（在位553年 - 572年）は叔父の室點蜜（イステミ）に中央アジア攻略を命じ、サーサーン朝と共闘でエフタルを滅ぼした。これ以降、突厥可汗国による中央アジア支配が始まり、常にその地には西面可汗と葉護（ヤブグ）が置かれ、各国の王は突厥可汗国の冊封を受けた。
やがて突厥可汗国は東西に分裂し、中央アジアは西突厥によって支配されるが、相次ぐ可汗の失政により西域諸国の離反を招いた。しかし、射匱可汗（在位612年 - 618年）と統葉護可汗（在位618年 - 628年）の代になると、一時衰退していた西突厥を盛り返し、中央アジアの西域諸国を再びその勢力下に置くことに成功した。このころから吐火羅国も西突厥の従属下になったと思われ、吐火羅国の王は葉護の称号を賜り、吐火羅葉護国となる。628年、統葉護可汗が死去すると西突厥可汗国は内乱状態となり、2人の可汗が並立し、従属下の西域諸国も二分された。このとき吐火羅国は乙毘沙鉢羅葉護可汗（在位640年 - 641年）に属す。一方で唐にも朝貢をするようになり、武徳年間（618年 - 626年）からたびたび遣使を送って方物を献上した。永徽元年（650年）5月には、駝（ラクダ）のような大鳥（ダチョウ？）を献上している。
貞観15年（641年）、乙毘沙鉢羅葉護可汗を滅ぼした乙毘咄陸可汗（在位638年 - 653年）が兵を率いて吐火羅国を攻撃してきたため、吐火羅国は乙毘咄陸可汗の従属下となる。こうして他の西域諸国も乙毘咄陸可汗の従属下に入った。しかし、その圧政のために再び西突厥内で内乱が起き、唐の協力もあって乙毘射匱可汗（在位641年 - 651年）が立てられた。民から見離されたことを知った乙毘咄陸可汗は吐火羅国へ亡命する。
貞観21年（647年）、サーサーン朝の伊嗣侯（ヤズデギルド3世、在位632年 - 651年） は懦弱なため大首領に放逐され、吐火羅国に奔走してくるが、到着しないうちに大食（イスラーム帝国）の兵に殺された。その子の卑路斯（ペーローズ2世）は難を逃れて吐火羅葉護に亡命してきた。
顕慶年間（656年 - 661年）、唐は吐火羅国の阿緩城を月氏都督府として各小城を24州に分割し、その王阿史那に都督を授けた。
儀鳳3年（678年）、唐は吏部侍郎の裴行倹を吐火羅国に派遣し、亡命中の卑路斯を冊封して波斯（ペルシア）王とした。その後も卑路斯は母国に帰国することなく20数年間、数千人とともに吐火羅国で亡命生活を続ける。
開耀元年（681年）12月、吐火羅国は唐に金衣一領を献上したが、高宗はそれを受け取らなかった。神龍元年（705年）、吐火羅王の那都泥利は弟の僕羅を遣わして唐に入朝、宿衛に留まる。その後の開元（713年 - 741年）、天宝（742年 - 756年）年間にも数回朝貢したため、唐は吐火羅の君主である骨咄禄頓達度（クトゥルグ・トン・タルドゥ）を冊立して吐火羅葉護（トカラ・ヤブグ）・挹怛（エフタル）王とした。その後、朅師が吐蕃を招き寄せて吐火羅国を攻撃してきたため、葉護の失里忙伽羅は安西兵の助討を唐に請求し、帝は出師をなしてこれを破った。
至徳3載（758年）6月、吐火羅国と康国（サマルカンド）の遣使が唐に朝貢するが、7月に吐火羅葉護の烏利多など9国の首領が来朝し、安史の乱鎮圧の協力を願い出たため、粛宗は朔方行営に赴かせた。

### イスラーム王朝の支配
654年ごろにバスラ総督アブドゥッラー・イブン＝アーミル麾下のアフナフ・イブン＝カイス率いるアラブ軍が、ホラーサーン征服のためトハーリスターン周辺に侵攻した。このときバルフはアフナフと和平条約を結んでイスラーム側に帰順した。ムアーウィヤがウマイヤ朝の初代カリフとして即位すると、カイス・ブン・アル＝ハイサム・アッスラミーがホラーサーン総督として任命されたが、この時期にはバードギース・ヘラート・バルフといったホラーサーン東部の主要都市の多くがイスラーム政権側に離叛し、カイスは鎮定のためバルフをまず攻略してナウバハール寺院を破壊したと伝えられる。その後、バルフの住民たちがカイスと再び和平条約を結びたいと願い出たため、これに応じて和約と安全保障の協定が結ばれた。バスラ総督のイブン＝アーミルはカイスの方針を弱腰であるとして厳しく問責したが、ヘラート・バードギースなどもバルフに続いて和平条約と安全保障を再度締結した。こうしてイスラーム勢力によって征服され、続くウマイヤ朝・アッバース朝・サッファール朝の支配を受けると、トハーリスターンの名称は使われなくなった。

## 習俗

### 住居
『史記』大宛列伝に「大夏は土著で城屋あり、大宛と同俗」とあり、『漢書』西域伝に「城邑に往往にして小長を置く」とあるように、大夏は大月氏などのような遊牧民ではなく、城郭に住む定住民族であったことがわかる。

### 生活
大夏の人々は戦よりも商売に注力していたらしく、『史記』や『漢書』に「善賈市」「有市販賈諸物」とあるように、バザールを開いて各地の特産品を売買していたと思われる。その中には中国の益州の品物も含まれており、張騫の報告で武帝がその出所と流通ルートを調べたことがあった。

### 宗教
この地では古くから（おそらくクシャーナ朝時代から）仏教を信仰しており、7世紀には唐の玄奘が訪れている。

### 文字・言語
紀元前2世紀から紀元前1世紀の大夏、大月氏時代の言語はトカラ語か東イラン語群に属する言語と考えられているが、1世紀から3世紀にこの地を支配したクシャーナ朝は、碑文であるスルフ・コタル碑文やラバータク碑文などによって、東イラン語群に属するバクトリア語を使用していたことが明らかとなっている、覩貨邏国時代（7世紀）の言語もイラン系であったという。玄奘の記録では「言語進退はやや諸国（タリム盆地で使われたのは主にトカラ語）と異なる」と記されている。
文字はグレコ・バクトリア王国時代からエフタル時代までギリシャ文字が使われており、「文字の成り立ちは二十五言あり、それが組み合わさって次第に語彙・文章ができ、これを用いて必要に備えている。書は横読みをし、左から右に向かう」という玄奘の記録が正しければ、7世紀までもギリシャ文字を使用していたことになる。

### 婚姻
吐火羅国時代の婚姻は一妻多夫制であり、兄弟共通でひとりの妻を娶るという。これはエフタルの習俗と似ているが、この地がエフタル占領下にあったため、その影響によるものだと思われる。また、男女比では女が少なく男が多いという。

## 覩貨邏国の構成国
『大唐西域伝』巻一において、覩貨邏国の構成国は「二十七国」と記されており、そのうちの十六国が列記されている。
- 呾蜜国（※怛満、怛没、現在のテルメズ）※『新唐書』大食伝
- 赤鄂衍那国（チャガヤーナ）
- 忽露摩国（カルーン、アーカルーン）
- 愉漫国（シュマン、現在のドゥシャンベ）
- 鞠和衍那国（クワーヤーナ、現在のカバディヤン）
- 鑊沙国（ワクシュ、現在のヘラート）
- 珂咄羅国（クッタル）
- 拘謎陁国（クマード、現在のダルワーズ）
- 縛伽浪国（バグラーン）
- 紇露悉泯健国（ルーシミンガーン、現在のアイーバク）
- 忽懍国（クルム、現在のホルム）
- 縛喝国（バルク、抜底延、縛底延、縛底耶、薄提、縛吒、現在のバルフ）
- 鋭秣陁国（アンバール、アンベール、アンビール、現在のサリ・プル）
- 胡寔健国（グーズガーン）
- 呾剌健国（タールカーン）
- 掲職国（ガチ、現在のタマリス渓谷）

## 覩貨邏故地
また、『大唐西域記』には覩貨邏故地という地域が記されている。覩貨邏故地とあるように覩貨邏国の旧領であるが、詳細は不明。以下がその十三国。
- 安呾羅縛国（アンダラーバ、現在のアンダラーブ）
- 闊悉多国（カスタ）
- 活国（グワル、現在のクンドゥーズ）
- 瞢揵国（ムンガーン）
- 阿利尼国（アリーニ）
- 曷邏胡国（ラーグ）
- 訖栗瑟摩国（クルスマ、現在のゲシュム）
- 鉢利曷国（パリーガル）
- 呬摩呾羅国（ヒーマタラ）
- 鉢鐸創那国（バダクシャーナ、波多叉拏、現在のバダフシャーン）
- 淫薄健国（ヤンバガーン）
- 屈浪拏国（倶蘭、クラーンナ）
- 達摩悉鉄帝国（護蜜、ダルマスティティ）

## 参考資料
- 護雅夫・岡田英弘編『民族の世界史4 中央ユーラシアの世界』（山川出版社、1990年）、ISBN 4634440407
- 岩村忍『文明の十字路＝中央アジアの歴史』（講談社学術文庫、2007年）、ISBN 9784061598034
- 小松久男編『世界各国史4 中央ユーラシア史』（山川出版社、2005年）、ISBN 463441340X
- ストラボン『ギリシア・ローマ世界地誌Ⅱ』飯尾都人訳（龍渓書舎、1994年）、ISBN 4844783777
- ポンペイウス・トログス / ユスティヌス抄録『地中海世界史』合阪學 訳、京都大学学術出版会〈西洋古典叢書〉、1998年）、ISBN 4876981078
- 司馬遷（小川環樹ほか訳）『世界古典文学全集 第20巻 史記列伝』（筑摩書房、1969年、ISBN 4480203206）、新版刊
- 『史記』（大宛列伝）
- 『漢書』（西域伝）
- 『後漢書』（西域伝）
- 『三国志』（裴注『魏略』西戎伝）
- 『魏書』（列伝第九十 西域）
- 『隋書』（列伝第四十八 西域）
- 『北史』（列伝第八十五 西域）
- 『旧唐書』（本紀第三 太宗下、本紀第四 高宗上、本紀第五 高宗下、本紀第十 粛宗、列伝第一百四十八 西戎）
- 『新唐書』（列伝第一百四十六下 西域）
- 玄奘『大唐西域記 全3巻』水谷真成訳注（平凡社東洋文庫、2000年）
- 『白鳥庫吉全集 第六巻』（岩波書店、1970年）